# Vittofsad dopping
Vittofsad dopping (Rollandia rolland) är en sydamerikansk fågel i familjen doppingar.

## Utbredning och systematik
Vittofsad dopping delas in i tre underarter:
- Rollandia rolland morrisoni – förekommer i Anderna i centrala Peru (Junín)
- Rollandia rolland chilensis – förekommer från södra Peru och södra Brasilien till Eldslandet och Kap Horn-arkipelagen
- Rollandia rolland rolland – förekommer i Falklandsöarna

## Status
Arten har ett stort utbredningsområde och beståndet anses vara stabilt. Internationella naturvårdsunionen IUCN listar den därför som livskraftig (LC). Världspopulationen uppskattas till mellan 68 800 och 70 100 adulta individer.

## Namn
Fågelns vetenskapliga art- och släktesnamn Rollandia hedrar Thomas Pierre Rolland (1776–1847) i franska flottan som med fartygen L’Uranie och La Coquille reste runt jorden 1817–1820 respektive 1822–1825. På svenska har fågeln även kallats kortvingad dopping.